# 将夜 (小说)
《将夜》为中国大陆知名网络作家猫腻发布于起点中文网的玄幻网络小说，该作于2015年11月2日获得首届网络文学双年奖金奖。2017年7月12日，《将夜》在《2017猫片 胡润原创文学IP价值榜》中排名第四。2018年10月31日，将夜同名改编电视剧在腾讯视频播出。

## 内容简介
讲述了生而知之者宁缺为了报幼时的灭门之仇，带着侍女桑桑重回长安，加入书院，最终大仇终得报，宁缺却又陷入了桑桑的身份谜团中……